# Черри-Вэлли (Арканзас)
Черри-Вали (англ. Cherry Valley, Arkansas) — город, расположенный в округе Кросс (штат Арканзас, США) с населением в 704 человека по статистическим данным переписи 2000 года.

## География
По данным Бюро переписи населения США город Черри-Вали имеет общую площадь в 2,33 квадратных километров, водных ресурсов в черте населённого пункта не имеется.
Черри-Вали расположен на высоте 86 метров над уровнем моря.

## Демография
По данным переписи населения 2000 года в Черри-Вали проживало 704 человека, 197 семей, насчитывалось 276 домашних хозяйств и 300 жилых домов. Средняя плотность населения составляла около 306,1 человека на один квадратный километр. Расовый состав Черри-Вали по данным переписи распределился следующим образом: 92,33 % белых, 5,97 % — чёрных или афроамериканцев, 0,57 % — коренных американцев, 0,14 % — азиатов, 0,99 % — представителей смешанных рас.
Испаноговорящие составили 0,28 % от всех жителей города.
Из 276 домашних хозяйств в 32,6 % — воспитывали детей в возрасте до 18 лет, 54,7 % представляли собой совместно проживающие супружеские пары, в 12,3 % семей женщины проживали без мужей, 28,6 % не имели семей. 26,8 % от общего числа семей на момент переписи жили самостоятельно, при этом 14,5 % составили одинокие пожилые люди в возрасте 65 лет и старше. Средний размер домашнего хозяйства составил 2,55 человек, а средний размер семьи — 3,09 человек.
Население города по возрастному диапазону по данным переписи 2000 года распределилось следующим образом: 28,0 % — жители младше 18 лет, 9,5 % — между 18 и 24 годами, 27,1 % — от 25 до 44 лет, 22,6 % — от 45 до 64 лет и 12,8 % — в возрасте 65 лет и старше. Средний возраст жителей составил 35 лет. На каждые 100 женщин в Черри-Вали приходилось 88,7 мужчин, при этом на каждые сто женщин 18 лет и старше приходилось 85,0 мужчин также старше 18 лет.
Средний доход на одно домашнее хозяйство в городе составил 27 313 долларов США, а средний доход на одну семью — 31 094 доллара. При этом мужчины имели средний доход в 26 324 доллара США в год против 20 114 долларов среднегодового дохода у женщин. Доход на душу населения в городе составил 16 592 доллара в год. 18,1 % от всего числа семей в округе и 18,5 % от всей численности населения находилось на момент переписи населения за чертой бедности, при этом 27,8 % из них были моложе 18 лет и 19,8 % — в возрасте 65 лет и старше.